# Fábio Civitelli
Fabio Civitelli (Lucignano, província de Arezzo, Itália, 9 de Abril de 1955) é um desenhista italiano.
Recebeu o Prémio Anim'arte BD - 2010, atribuído pelo GICAV e entregue no XVII Salão Internacional de Banda Desenhada de Viseu no dia 10 de Setembro de 2011.